# Better Regulation Commission
La commission Better Regulation Commission était un organisme public non ministériel du gouvernement britannique, indépendant de tout ministère gouvernemental mais placée sous la supervision du Department for Business, Enterprise and Regulatory Reform.
Elle fait partie des instances qui ont en Occident lancé un « mouvement pour une meilleure réglementation ». Son mandat officiel, était de « conseiller le gouvernement sur les mesures à prendre pour réduire les charges réglementaires et administratives inutiles et veiller à ce que la réglementation et son application soient proportionnées, responsables, cohérentes, transparentes et ciblées ». 
La Commission a fermé ses portes en janvier 2008 et a été remplacée par le « Better Regulation Executive » qui a poursuivi et amplifié ce  "mouvement  pour une meilleure réglementation" bien qu'un nombre croissant de chercheurs ne voyaient pas vraiment d'effets amélioratifs, voire y trouvait des effets contre-productifs en matière de santé publique, de bien-être de la population et de soutenabilité du développement.
En France, on a parlé de "simplification administrative".

## Arrière plan, histoire
L'"amélioration de la réglementation" (parfois assimilée à un allégement de la réglementation) était un thème d'action gouvernementale en vogue Royaume-Uni depuis la création d'un groupe de travail consultatif sur l'amélioration de la réglementation en 1997. Ce groupe de travail a estimé le coût total de la réglementation pour l'économie britannique à 10-12% du PIB, soit 100 milliards de livres sterling.
Neuf ans plus tard, le 1er janvier 2006, ce groupe de travail était remplacé par un organe permanent (la Commission pour une meilleure réglementation), et le gouvernement s'engageait à mettre en œuvre ses recommandations.
Le cadre d'action au Royaume-Uni comprenait des principes, des évaluations d'impact réglementaire, des plans de simplification et des examens postérieurs à la mise en œuvre.
Il est apparu ensuite, qu'un faisceau, interconnecté, de réformes, prétendant toutes "Mieux légiférer" a été promu en Amérique du Nord, au Royaume-Uni et en Europe [notamment lancé par un livre blanc sur la gouvernance, en 2001 : COM (2001)428], puis adopté dans toute l'Europe. L'application de ce concept a significativement modifié le mode d'élaboration des politiques de l'Union européenne et dans le pays de l'Union (avec par exemple l'évaluation obligatoire ex ante des impacts socio-économiques d'une loi). 
Ces réformes, paraissant de bon sens, et supposées contribuer à une « bonne gouvernance », ont été acceptées avec peu ou pas de recul, et sans explications ni recherches sur leur origine. 
Des années plus tard, via les données documentaires disponibles et des entretiens, des chercheurs, ont étudié l'histoire de ce concept et de sa mise en œuvre. Ils se sont rendu compte que ce mouvement a été lancé et soutenu, de manière non-transparente, par une coalition de plaidoyer, construite  par des lobbys industriels, dont au Royaume-Uni British American Tobacco (BAT), qui  "ont travaillé pour influencer et promouvoir ces réformes". 

Selon les auteur de cette étude, leur analyse a "mis en évidence :
1. comment les groupes industriels disposant de ressources suffisantes (comme les multinationales) ont façonné certaines politiues via la composition et l'orientation des coalitions de plaidoyer ;
2. la mesure dans laquelle de nombreux « groupes de réflexion » (think tanks) et lobbys ont fait pression pour déréglementer, au nom des intérêts de clients commerciaux, mais en présentant les modifications comme d'intérêt général ;
3. pourquoi les industries réglementées (dont l'Industrie du tabac) ont mis en avant et favorisé l'obligation d'utilisation d'« outils de preuve » (évaluations d'impact...), dans l'élaboration des politiques".

Selon les auteurs, « un aspect-clé de la capacité de BAT à façonner la réforme de la réglementation impliquait la construction délibérée d'une idée vaguement définie pouvant être stratégiquement adaptée pour plaire à diverses parties prenantes » (dont l'OCDE, et dans une certaine mesure l'Union européenne).
Après 10 ou 20 ans d'application de ces principes par l'UE et le Royaume-Uni surtout, une étude a étudié les outils dits" d'« amélioration »  utilisés par les gouvernements pour "améliorer" leur processus de réglementation en se basant surs les "5 principes" (décrits plus bas). 
Cette étude a conclu que le « mouvement pour une meilleure réglementation » n'est pas fondé sur des approches et hypothèses conceptuelles sûres, et qu'« il existe un certain nombre de raisons identifiables - pratiques et théoriques - pour lesquelles le mouvement pour une meilleure réglementation peut ne pas conduire facilement à la production de politiques et de régimes réglementaires «plus intelligentes» ».
Les études rétrospectives montrant qui sont ceux qui ont conçu et promu ces "principes d'une meilleure réglementation" ont aussi montré qu'ils ne visaient pas a améliorer la santé publique ni l'intérêt public, mais plutôt à diminuer le contrôle des multinationales par les États (Industrie du tabac,'industrie alimentaire, industrie agroalimentaire, industrie pharmaceutique et des pesticides, etc.).

## Les 5 principes d'une «meilleure réglementation»
Ces cinq principes ont été proposés par un groupe de travail sur l'amélioration de la réglementation en 1997. Ils ont été présentés comme permettant de déterminer si une réglementation est adaptée à son objectif.
Proportionnalité
Les régulateurs ne devraient intervenir qu'en cas de nécessité. Les mesures correctives doivent être adaptées au risque posé, et les coûts identifiés et minimisés.
Responsabilité
Les régulateurs devraient pouvoir justifier leurs décisions et être soumis à un contrôle public.
Cohérence
Les règles et normes gouvernementales doivent être harmonisées et mises en œuvre équitablement.
Transparence
Les régulateurs doivent être ouverts et maintenir des réglementations simples et conviviales.
Ciblage
La réglementation doit être axée sur le problème et minimiser les effets secondaires.
Une loi (loi de 2006 sur la réforme législative et réglementaire) a été adoptée pour établir des principes statutaires de bonne réglementation basés sur les travaux du groupe de travail. Elle oblige les organismes de réglementation à respecter les 5 principes évoqués plus haut, et un code de bonnes pratiques. Les lobbys qui ont introduit ces concepts sont aussi ceux qui s'opposent au principe pollueur-payeur et au principe de précaution, lesquels relèvent les barrières que, sous prétexte de simplification, ce mouvement voulait atténuer ou faire disparaitre. 
Ce mouvement, souvent mêlé à des campagnes contres la bureaucratie, soutenu par un Réseau européen pour une meilleure réglementation (European Network for Better Regulation ou ENBR) a pénétré l'Union européenne, porté par certains députés, et par la Commission Barroso et plusieurs États membres influents, qui ont "redéfini le discours et la structure d'une meilleure réglementation pour l'adapter aux priorités « croissance et emploi » de Lisbonne. Cette redéfinition a cependant réduit le périmètre, l'éventail des acteurs et les ambitions en matière de gouvernance. La diversité, l'élargissement des tâches et la rhétorique d'une meilleure réglementation rendent problématique la relation entre ce type de méta-régulation, l'agenda de Lisbonne et, si l'on considère l'impact à long terme, la dynamique de l'État régulateur" 10.1080/13501760601122274.